# Thomas Graves (2e baron Graves)
Pour les articles homonymes, voir Thomas Graves.
Thomas North Graves (28 mai 1775 - 7 février 1830), 2e baron Graves (en), est un homme politique britannique.

## Biographie
Fils de l'amiral Thomas Graves, il succède à son père dans le titre de baron Graves (en) en 1802.
Il est membre de la Chambre des communes de 1812 à 1827. Il est Lord of the Bedchamber (en) et Comptroller of the Household du duc de Cumberland, fils du roi George III du Royaume-Uni.
Gendre de Henry Paget (1er comte d'Uxbridge), il est le père de Thomas Graves (1804-1870), qui lui succédera dans la pairie.
Il se suicide en 1830 après avoir eu connaissance de la possible liaison de son épouse, Lady Mary Paget, avec le duc de Cumberland.